# Karol Gąsienica Szostak

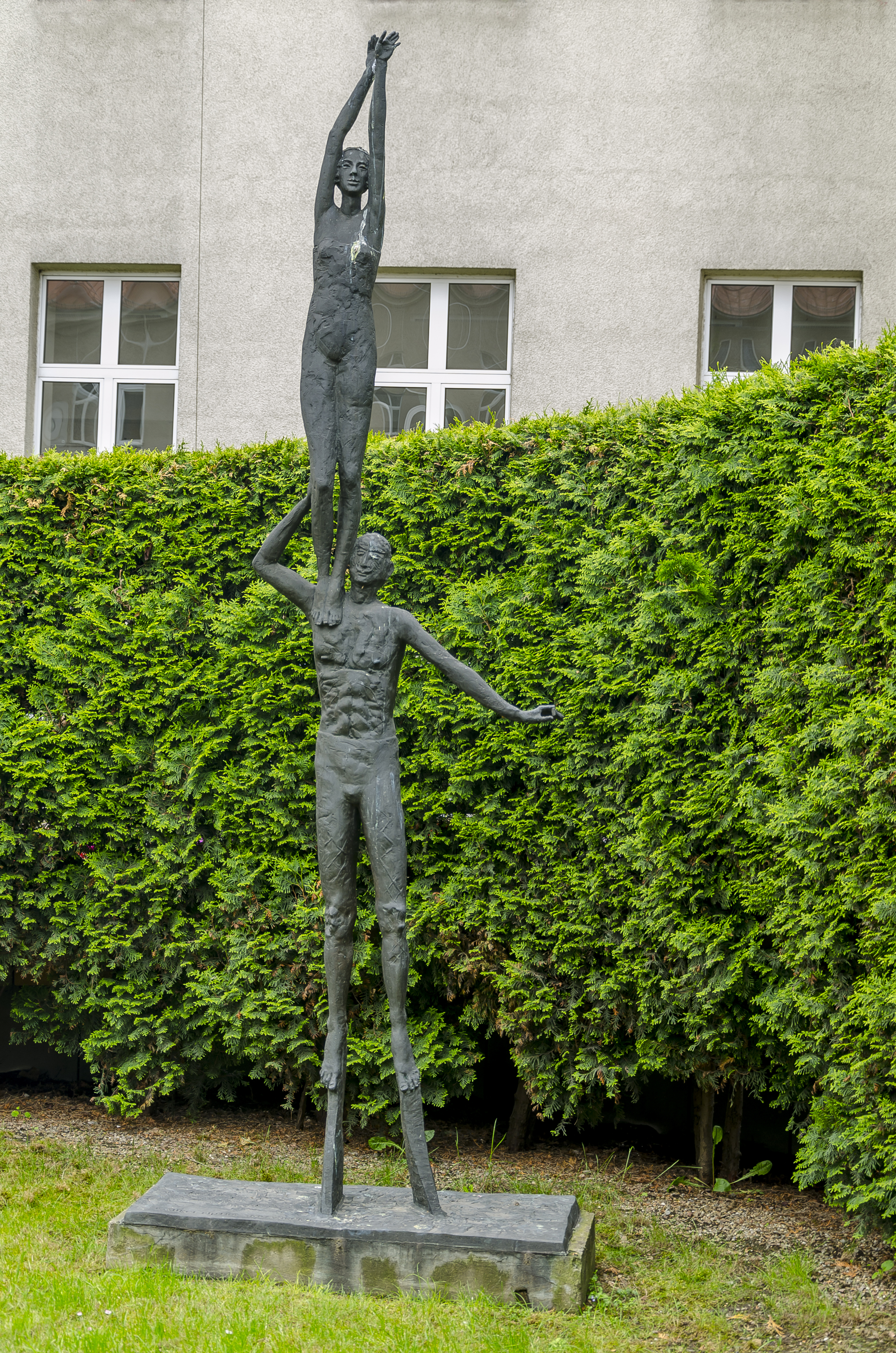
Dzieło artysty: rzeźba „Akrobaci” dedykowana Piotrowi Skrzyneckiemu w Krakowie

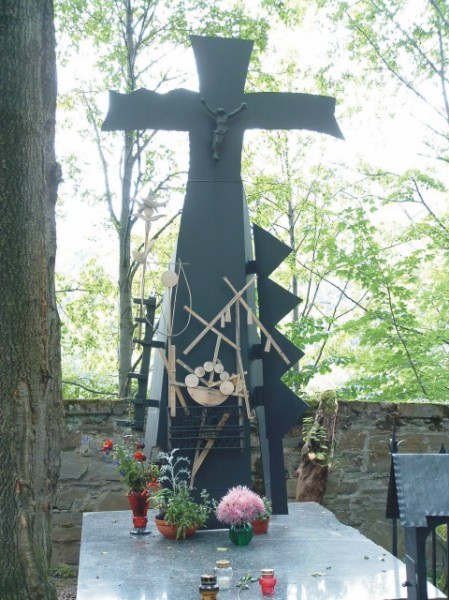
Nagrobek Władysława Hasiora, Cmentarz Zasłużonych na Pęksowym Brzyzku

Karol Gąsienica Szostak (ur. 1963 w Gdańsku) – rzeźbiarz, rysownik, profesor Państwowej Wyższej Szkoły Zawodowej w Nowym Sączu.

## Życiorys
Ukończył Państwowe Liceum Sztuk Plastycznych im. A. Kenara w Zakopanem (1981). Uzyskał dyplom Akademii Sztuk Pięknych w Warszawie na Wydziale Rzeźby w 1988 roku. W latach 1988–1989, pracował w tejże uczelni w charakterze asystenta. Od 1990 mieszka w Zakopanem. 1995–1997 prowadził zajęcia rzeźby w  PLSP im. A. Kenara. 2008 uzyskuje stopień doktora w ASP w Warszawie. Od 2009 roku wykładowca w Państwowej Wyższej Szkole Zawodowej w Nowym Sączu. 2014 uzyskuje stopień doktora habilitowanego w ASP w Gdańsku, od 2014 profesor nadzwyczajny PWSZ. Trzykrotny stypendysta Ministerstwa Kultury i Dziedzictwa Narodowego. Prezentował prace w Polsce, Holandii, Francji, Niemczech, Finlandii, Czechach, Słowacji i USA na 40 wystawach indywidualnych i brał udział w ponad 40 wystawach zbiorowych.
Syn zakopiańskiego rzeźbiarza Michała Gąsienicy Szostaka (1936).

## Ważniejsze realizacje
- Rzeźba „Akrobaci” dedykowana Piotrowi Skrzyneckiemu w Krakowie.
- Nagrobek Władysława Hasiora na Cmentarzu Zasłużonych na Pęksowym Brzyzku[1].

## Wystawy indywidualne (do 2006 r.)
- 1990 „Rzeźba i rysunek”, Galeria „Epicentrum”, Kraków,.
- 1991 „Rzeźba”, BWA, Gorzów Wielkopolski.
- 1992 „Rzeźba”, „Mała Galeria”, Nowy Sącz.
- 1992 „Rzeźba i rysunek”, „Galeria Antoniego Rząsy”, Zakopane.
- 1993 „Rzeźba”, galeria „Euros”, Miluza, Francja.
- 1993 „Rzeźba”, galeria „Rarekiek”, Gelselaar, Holandia.
- 1994  „Rzeźba i rysunek”, „Jatki” BWA, Nowy Targ.
- 1995 „Rzeźba”, Galeria Władysława Hasiora, Zakopane.
- 1995 „Rzeźba i rysunek”, galeria „EV”, Zutphen Holandia.
- 1996 „Rzeźba”, „Galeria Uniwersytetu Śląskiego”, Cieszyn.
- 1997 „Rzeźba”, Muzeum Vojtecha Lofflera, Kosice, Słowacja.
- 1997 Muzeum Archidiecezjalne, Galeria „Fra Angelico”, Katowice.
- 1997 „Rzeźba i rysunek”, Galeria Municipal, Kielce.
- 1997 „Rzeźba i rysunek”, Galeria Sztuki Współczesnej, Włocławek.
- 1997 „Rzeźba i rysunek”, BWA, Piotrków Trybunalski.
- 1997 „Rzeźba i rysunek”, Galeria „Arsenał”, Poznań.
- 1997 „Rzeźba i rysunek”, BWA, Zakopane.
- 1999 „Rzeźba i rysunek”, Regional Museum, Bielsko-Biała.
- 1999 „Rzeźba”, Galeria „Rarekiek”, Delden,  Holandia.
- 1999 „Rzeźba”,  „Galeria Teatru Witkacego”, Zakopane.
- 1999 „Rzeźba i rysunek”, „Galeria Rzeźby”, Warszawa.
- 2000 „Rzeźba”, „Anya Tish Gallery”, Houston, USA.
- 2001  „Rzeźba”, Galeria „EV”, Zutphen,  Holandia.
- 2002 „Rzeźba i rysunek”, Galeria „Rostworowski”, Kraków.
- 2002 „Rzeźba i rysunek”, Galeria Sztuki Współczesnej, Myślenice.
- 2005 „Rzeźba”, Galeria „STS”, Sopot.
- 2006 „Rysunek”, Galeria „Stara Polana”, Zakopane.
- 2006 „Metaphysical Inspirations”, Galeria „Stara Cegielnia”, Myślenice.